# بروس آنستي
بروس آنستي (بالإنجليزية: Bruce Anstey)‏ مواليد 21 أغسطس 1969 في ويلينغتون، هو متسابق دراجات نارية نيوزلندي بدأ المنافسة في كأس جزيرة مان السياحية سنة 1996 وفاز بها 10 مرات.

## البطولات
- كأس جزيرة مان السياحية 2002